# Гемерска Полома
Гемерска Полома (слч. Gemerská Poloma) насељено је мјесто са административним статусом сеоске општине (слч. obec) у округу Рожњава, у Кошичком крају, Словачка Република.

## Становништво
| Година:    | 1994. | 2004.   | 2014.   | 2024.   |
| ---------- | ----- | ------- | ------- | ------- |
| Број људи: | 1963  | 2023    | 2044    | 1885    |
| Разлика:   |       | +3,05 % | +1,03 % | -7,77 % |

| Година:    | 2023. | 2024.   |
| ---------- | ----- | ------- |
| Број људи: | 1894  | 1885    |
| Разлика:   |       | -0,47 % |

Према подацима о броју становника из 2011. године насеље је имало 2.047 становника.